# 吉尔克里斯特鳄属
吉爾克里斯特鱷（學名：Gilchristosuchus）是種已滅絕新鱷類，化石發現於加拿大亞伯達省的米爾克河組上層，年代為白堊紀晚期（桑托階最後一期，或是坎潘階最早一期）。吉爾克里斯特鱷是在1993年由吳肖春、Donald R. Brinkman命名，模式種是G. palatinus。屬名是以正模標本發現處的牧場主人為名；種名則是意指其獨特的齶骨為名。
吉爾克里斯特鱷的正模標本（編號RTMP 91.101.1）是一個頭骨的後段、一節頸椎。頭骨的完整長度應為15公分。根據頭骨之間的瘉合程度，該標本是個成年個體。這個化石是米爾克河組所發現的第一個較完整的鱷形類標本。該地層之前曾挖出一些鱷形類標本，被歸類於Brachychampsa、雷迪氏鱷（Leidyosuchus）；其中部分化石可能屬於吉爾克里斯特鱷。吳肖春與Donald R. Brinkman推論，吉爾克里斯特鱷屬於新鱷類，但不屬於其中的真鱷類。